# Đoàn Chèo Tuyên Quang

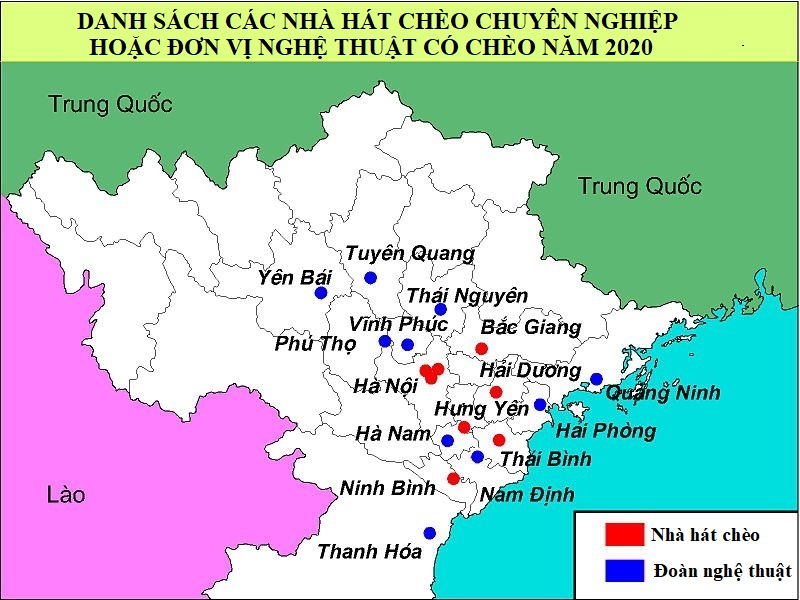
Các đoàn chèo, nhà hát chèo Việt Nam

Đoàn Chèo Tuyên Quang trước đây là đơn vị hoạt động nghệ thuật chèo độc lập, hoạt động từ năm 1962 đến năm 2009 thì sáp nhập về Đoàn Nghệ thuật Dân tộc Tuyên Quang với trụ sở đóng tại phố Tan Ha, xã Ỷ La thành phố Tuyên Quang, Tuyên Quang. Đoàn Chèo Tuyên Quang nằm ở ngoài vùng chèo châu thổ sông Hồng, cái nôi của nghệ thuật sân khấu chèo nhưng vẫn trong phạm vi ảnh hưởng của chiếng chèo xứ Đoài.

## Lịch sử
Đoàn Văn công nhân dân tỉnh Tuyên Quang được thành lập năm 1962 với 2 đội là Đội ca múa nhạc và Đội chèo. Vài năm sau đó đoàn tách thành Đoàn Ca múa nhạc Tuyên Quang và Đoàn Chèo Tuyên Quang.
Trước đó, ngày 28/8/1961, Tỉnh ủy Ninh Bình ra quyết định về công tác khai hoang trong và ngoài tỉnh, bước đầu đưa khoảng 500 người Ninh Bình lên khai hoang ở tỉnh Tuyên Quang cho kịp sản xuất vụ đông năm 1961 - 1962. Trong khoảng thời gian 3 năm, với 3 đợt vận động, tỉnh Ninh Bình đã tổ chức đưa 30.000 dân đến Tuyên Quang để phát triển kinh tế - văn hoá - xã hội... Trong bối cảnh đó, Thời kỳ đầu thành lập đoàn Chèo Tuyên Quang, một số diễn viên của Nhà hát Chèo Ninh Bình đã tình nguyện lên Tuyên Quang để lập nghiệp và hình thành đội chèo.
Năm 2009, theo quyết định của Sở Văn hóa, Thể thao và Du lịch Tuyên Quang, 2 đội đã sáp nhập thành Phòng Tổ chức biểu diễn thuộc Đoàn Nghệ thuật Dân tộc tỉnh. Năm 2010, Đoàn có 10 diễn viên chèo, hầu hết không được đào tạo bài bản mà chủ yếu được tuyển chọn qua năng khiếu rồi được lớp diễn viên đi trước truyền lại kinh nghiệm. Tuy nhiên, Đoàn đã đoạt được nhiều giải cao trong các cuộc liên hoan sân khấu chuyên nghiệp toàn quốc.
Đoàn Chèo Tuyên Quang hiện chỉ còn là một tổ chèo thuộc Đoàn Nghệ thuật Dân tộc Tuyên Quang. Đội Chèo Tuyên Quang có chức năng tổ chức các hoạt động biểu diễn nghệ thuật Chèo, khai thác, bảo tồn và phát triển nghệ thuật Chèo truyền thống trong và ngoài tỉnh; Xây dựng chương trình kịch mục của loại hình nghệ thuật Chèo; Khôi phục, bảo tồn và truyền bá sâu rộng nghệ thuật Chèo truyền thống và Dân ca các dân tộc; Đào tạo, bồi dưỡng nâng cao nghiệp vụ cho diễn viên, nhạc công và các đội văn nghệ không chuyên ở Tuyên Quang; Mở rộng mối quan hệ giao lưu, học tập với các đoàn nghệ thuật khác; Tuyển chọn, đào tạo nhân lực để đáp ứng sự phát triển của nhà hát và Thực hiện các nhiệm vụ chính trị khác do tỉnh giao cho.

## Thành tích
- Năm 2013, Tại cuộc thi Nghệ thuật Sân khấu chèo chuyên nghiệp toàn quốc 2013 diễn ra ở Hải Phòng.[3] Đoàn Chèo Tuyên Quang giành Huy chương bạc vở diễn "Nắng quái chiều hôm". Giải cá nhân có 01 Huy chương vàng (Đỗ Vĩnh Thuận) và 03 Huy chương bạc (Phùng Thị Minh Hằng, Đỗ Thành Đồng, Vũ Thị Phương Thảo). Cơ cấu giải thưởng cuộc thi có tổng 03 vở diễn đạt HCV và 06 vở diễn đạt HCB, 42 HCV cá nhân, 68 HCB cá nhân. Xếp thứ 9/17 đoàn tham dự theo thành tích huy chương.